# Zodarion algiricum
Zodarion algiricum là một loài nhện trong họ Zodariidae.
Loài này thuộc chi Zodarion. Zodarion algiricum được Hippolyte Lucas miêu tả năm 1846.